# Харечко, Дмитрий Тихонович
Дмитрий Тихонович Харечко (1914, Тахта — ?) — участник Великой Отечественной войны, старший чабан племовцезавода «Большевик» Министерства совхозов СССР, Ипатовский район, Ставропольский край. Герой Социалистического Труда (22.03.1966).

## Биография
Родился в 1914 году в селе Тахта, Ипатовского района Ставропольского края в семье крестьянина. Украинец. Брат Г. Т. Харечко.
С раннего возраста с братом приобщались к труду. Работали и в поле, и на огороде, но наиболее близким им стало животноводство.
С 1930-х годов трудился чабаном, а затем старшим чабаном в овцеводческом совхозе № 6 (позже – племзавод «Большевик») Ипатовского района. Участвовал в работе по выведению новой высокопродуктивной породы мериносов. 
С июня 1941 года – в Красной Армии. Участник Великой Отечественной войны. Красноармеец 676-го стрелкового полка 15-й стрелковой дивизии, принимал участие в Черниговско-Припятской, Гомельско-Речицкой операциях, Калинковичско-Мозырьской, Белорусской, Млавско-Эльбингской, Восточно-Померанской, Штеттинско-Ростокской наступательных операциях.  
Демобилизовавшись из Красной Армии в 1945 году, трудился старшим чабаном племенного овцеводческого совхоза (племовцезавода) «Большевик» Ипатовского района Ставропольского края.
В 1948 году получил от 445 тонкорунных овец по 7,6 килограмма шести в среднем на овцематку и 152 ягненка к отбивке на каждые 100 маток, имевшихся на начало года. 
Указом Президиума Верховного Совета СССР 22 октября 1949 года за получение высокой продуктивности животноводства в 1948 году при выполнении совхозом плана сдачи государству продуктов животноводства и полеводства и выполнении государственного плана развития животноводства по всем видам скота Харечко Дмитрию Тихоновичу присвоено звание Героя Социалистического Труда с вручением ордена Ленина и золотой медали «Серп и Молот».
В 1970-е годы вышел на пенсию. Жил в посёлке Большевик Ипатовского района Ставропольского края.

## Награды
- Золотая медаль «Серп и Молот» (22.10.1949)
- Орден Ленина (22.10.1949)
- Орден Ленина (22.03.1966)
- Орден Отечественной войны II степени (11.03.1985)[2]
- Медаль «В ознаменование 100-летия со дня рождения Владимира Ильича Ленина» (6 апреля 1970)
- Медаль «За победу над Германией в Великой Отечественной войне 1941—1945 гг.» (9 мая 1945[3])

- Юбилейная медаль «Двадцать лет Победы в Великой Отечественной войне 1941—1945 гг.» (7 мая 1965[4])
- Юбилейная медаль «Тридцать лет Победы в Великой Отечественной войне 1941—1945 гг.»[5]
- Юбилейная медаль «Сорок лет Победы в Великой Отечественной войне 1941—1945 гг.»[6]
- Юбилейная медаль «50 лет Вооружённых Сил СССР» (26 декабря 1967[7])
- Медаль «За трудовое отличие»
- Медаль «Ветеран труда»

- медалями ВДНХ СССР:

## Память
- Его имя увековечено в Главном Храме Вооружённых сил России, и навсегда запечатлено на мемориале «Дорога Памяти»[8].
- В начале девятой пятилетки в совхозе была установлена премия имени братьев Харечко. Она присуждалась коллективу, получившему за год не менее 140 ягнят от сотни овцематок.
- На могиле установлен надгробный памятник.